# 不合理ゆえにわれ信ず
不合理ゆえにわれ信ず（ラテン語: Credo quia absurdum、クレド・クィア・アブスルドゥム）は、
キリスト教神学者テルトゥリアヌスによる3世紀初頭の著作『キリストの肉について』の一部を要約した言葉である。不合理なるが故にわれ信ず、不条理なるが故に我信ずなどとも日本語訳される。
（キリスト教）信仰の対象は、理性や感性に無関係であり超越的である、を意味する。「知らんがためにわれ信ず」（ラテン語: Credo ut intelligam、信仰はかえって理性認識を助けるの意味、11世紀のアンセルムスの立場）や「信ぜんがために知解する」（ラテン語: Intelligo ut credam）に対比して用いられる。